# Laserová tiskárna

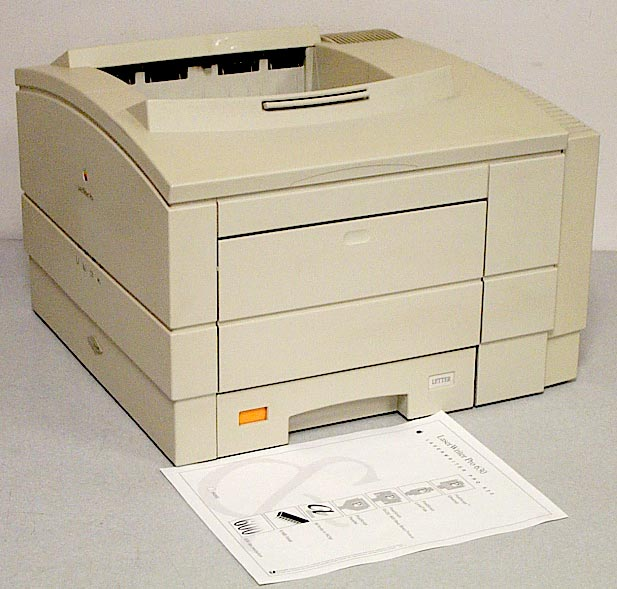
Laserová tiskárna Apple LaserWriter Pro 630

Laserová tiskárna je druh počítačové tiskárny, pracující na podobném principu jako kopírka. Laserový paprsek vykresluje obrázek na světlocitlivý válec, na jehož povrch se poté nanáší toner. Ten se uchytí jen na osvětlených místech, obtiskne se na papír a na závěr je k papíru tepelně fixován.

## Historie
První laserovou tiskárnu vyvinul Gary Starkweather v Xerox PARC modifikací kopírky Xerox v roce 1971. Firma IBM instalovala první laserovou tiskárnu IBM 3800 v roce 1976. Firma Xerox dodala do komerčního prostředí první model Xerox 9700 v roce 1977. Do domácností nabídla laserovou tiskárnu HP (HP Laserjet ppm) až v roce 1984. První laserová tiskárna určená pro použití v kancelářích byl dodán Xerox Star 8010 v roce 1981. I když byl inovován, byl to stále drahý systém, který si koupilo jenom malý počet firem a institucí. Pro osobní počítače se staly více rozšířené a první laserová tiskárna určená pro masový trh byla Hewlett-Packard (zkráceně HP) LaserJet (tiskla 8 stránek za minutu) a vyšla v roce 1984. Používala Canon motor řízený softwarem HP.
Laserové tiskárny přinesly vysoce rychlý a kvalitní tisk textu.
Jako u většiny elektronických zařízení poklesly v průběhu několika let náklady na laserové tiskárny. První typ HP LaserJet byl prodán za 3500 USD v roce 1984, ale měl problém s nízkým rozlišením grafiky a vážil 32 kg.

Schéma laserové tiskárny

Paprsek laseru a válec z polovodiče v laserové tiskárně

## Princip funkce
Hlavní součástí laserové tiskárny je kovový válec s vrstvou polovodiče (např. selen) na povrchu. Polovodič mění při osvícení odpor z přibližně 300 Ω při osvícení až na cca 3–5 MΩ, pokud není osvícen.

### Průběh tisku
Mechanický stěrač setře zbytky toneru a žárovka odstraní náboj z předchozí fáze tisku. Poté je povrch válce v celé šířce nabit z korony. V bodech, které se mají tisknout, je válec osvícen laserem, tím je odpor polovodiče v bodě snížen a náboj z povrchu se vybije do středu válce. Toner (suchý jemný prášek) je vlivem otáčení válce nabit na stejnou polaritu jako povrch válce a přilne k válci pouze na místech, kde byl odstraněn náboj. V ostatních místech je toner od válce odpuzován, protože má stejnou polaritu. Následně se toner přenese z válce na papír, který je nabit na opačnou hodnotu než povrch válce.
Papír se pod válec dostane ze vstupního zásobníku a je nabit opačným nábojem než povrch válce a toner. Toner se z míst na válci s neutrálním nábojem přenese na papír, který je nabit nábojem opačným (než toner). Dále je toner pomocí vysoké teploty (od 180 °C a více) a tlaku roztaven a zapečen do papíru a následně je z papíru sejmut náboj a papír je uložen do výstupního zásobníku.
Laserový paprsek prochází deflektorem, což je součástka, která v závislosti na přivedeném napětí propouští nebo nepropouští světlo (laserový paprsek). Napětí přivedené do deflektoru je obrazem bitmapy tištěné stránky. Rotující zrcátko (hranol) rozprostírá paprsek po celé šířce válce.

## Příslušenství
Velká část příslušenství k tiskárnám řeší manipulaci s papírem na vstupní nebo výstupní straně a je podobná kopírovacím strojům. Může to být například:
- podavač
  - podavač z balíku papírů
  - podavač na jednotlivé listy vkládané ručně (tzv. ruční podavač, anglicky manual feeder)
  - podavač pásu papíru
    - s podélnou perforací po okrajích pro bezpečné vedení (tzv. "traktorový" papír)
    - s příčnou perforací (na jednotlivé listy)
- třídicí výstupní zásobník
- automatické sešívací zařízení
- oddělovač (tzv. "gilotina"), typická zejména u termotiskáren používaných v elektronických pokladnách

Jiné druhy příslušenství souvisí se zjednodušeným ovládáním u tiskárny vyšší třídy a u kombinovaných zařízeních:
- displej, někdy je možné se setkat i s jeho dotykovou verzí
- skener, modem - takovéto multifunkční zařízení potom může plnit úlohu kopírky a faxu
- čtečky paměťových karet a USB klíčenek (s přímým tiskem z nich)
- softwarové moduly (např. PostScript) nebo moduly s fonty

## Varianty
V LED tiskárně je celá soustava laseru a příslušné optiky nahrazena řadou nebo maticí LED v těsné blízkosti válce a pokrývající celou jeho šířku. Každá z těchto diod ozařuje na válci jeden bod ze vstupní bitmapy.

## Typické problémy s tiskárnou
- nefungující podavač (separátor) papíru - nenabírá papír nebo nabírá více najednou
  - z důvodu degradované gumy v součástkách podavače
  - z důvodu znečištění prachem z nekvalitního papíru
- znečištěná dráha papíru (prach způsobuje mačkání, rozmazávání toneru apod.)

## Výhody
Tisk na laserové tiskárně přináší řadu výhod:
- vysoká kvalita obrazu
- rychlý tisk
- nízké provozní náklady
- nízká hlučnost

Laserová tiskárna je vhodná zejména pro tisk ve větším objemu.

## Nevýhody
- vyšší pořizovací náklady
- potřebuje před tiskem čas na zahřátí
- není vhodná pro tisk kvalitních fotografií